# کامرون پوئرتاس
کامرون پوئرتاس (انگلیسی: Cameron Puertas؛ زادهٔ ۱۸ اوت ۱۹۹۸) بازیکن فوتبال اهل اسپانیا است که در حال حاضر در باشگاه فوتبال یونیون سنت ژیل در بلژیک فعالیت دارد.